# Mechteld ten Ham

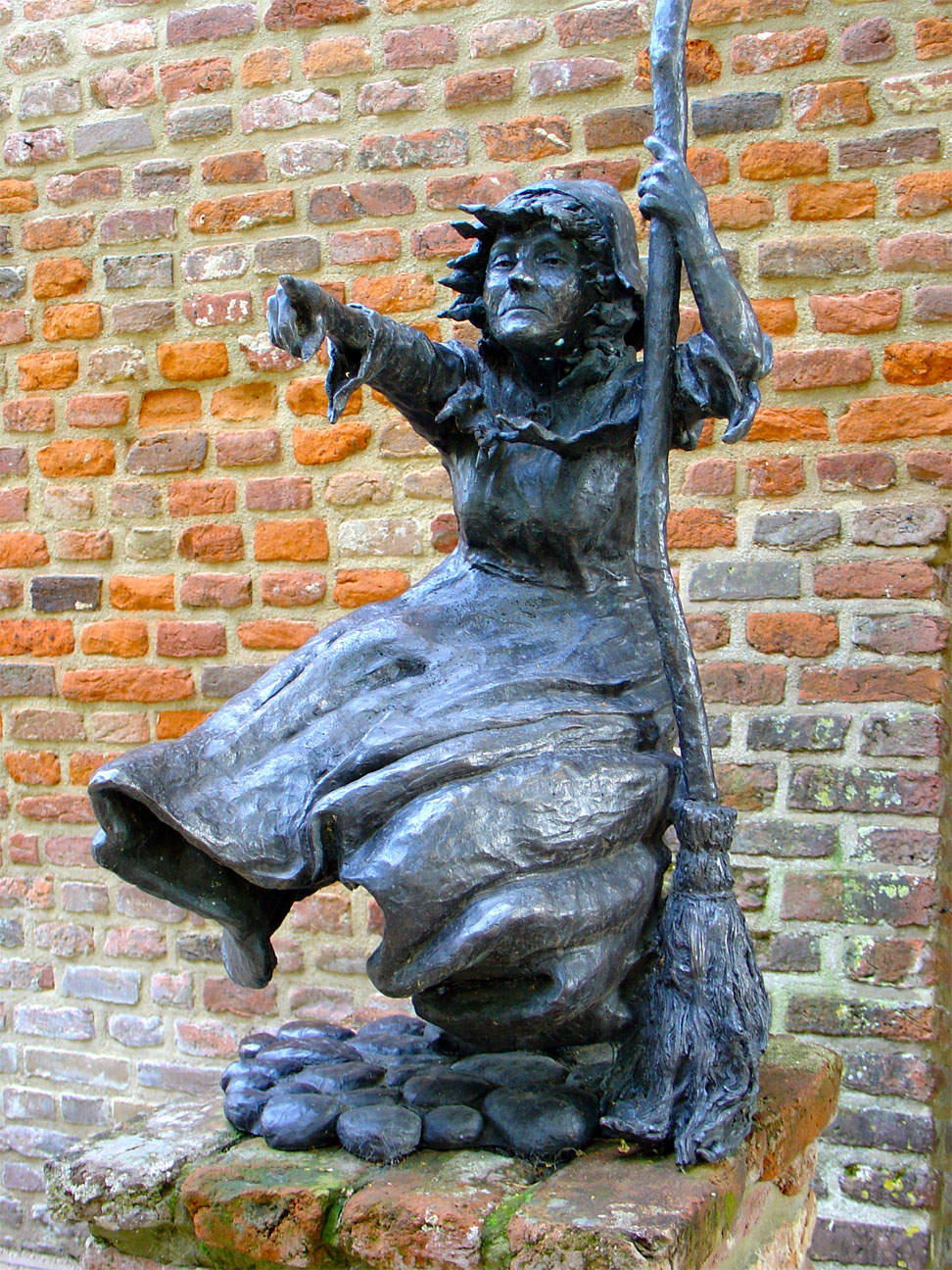
Skulptur von Mechteld ten Ham in ’s-Heerenberg

Mechteld ten Ham (* im 16. Jahrhundert; † 25. Juli 1605 in ’s-Heerenberg, Gemeinde Montferland, Achterhoek) war eine niederländische Frau, die als Hexe auf dem Scheiterhaufen verbrannt wurde.
Zeitgleich mit dem drei Monate dauernden Hexenprozess gegen Mechteld ten Ham war ihr Heimatdorf ’s-Heerenberg vom Achtzigjährigen Krieg betroffen. Plünderungen durch die spanischen Truppen, Pestemidemien und Hexenhysterie waren an der Tagesordnung.

## Der Hexenprozess
Die alleinstehende und zurückgezogen lebende Mechteld ten Ham wurde des Öfteren bei Lebensfragen zu Rate gezogen. Einige abergläubische Leute beschuldigten Mechteld der Hexerei und bezichtigten sie, den bösen Blick zu haben. Es gab allerdings nur Gerüchte und keine offizielle Anklage wegen Hexerei. Mechteld selbst hat beantragt, vor Gericht gestellt zu werden. Sie war davon überzeugt, durch einen Prozess ihre Unschuld beweisen zu können und wollte so den Gerüchten entgegentreten.
Einige wohlmeinende Mitbürger empfahlen Mechteld ten Ham nach Oudewater zu gehen, um dort eine Wiegeprobe vornehmen zu lassen, so wie es Frauen aus ganz Europa taten, die der Hexerei verdächtigt wurden. Die Anzahl der Freigesprochenen war sehr hoch. Aus unbekannten Gründen folgte Mechteld ten Ham diesem Rat nicht. Das Gericht forderte ein Hexenbad. Auf einer Karre wurde sie von ’s-Heerenberg in das Dorf Azewijn gebracht und dort in das Gewässer  De Laak geworfen. Da ten Ham oben schwamm und nicht unterging, galt es als bewiesen, dass sie eine Hexe sein musste. Sie wurde so lange gefoltert, bis sie gestand, mittels Schadenzauber Tiere krank gemacht, Ernten verdorben und Ehen zerstört zu haben. Mechteld ten Ham wurde der Zauberei für schuldig gesprochen und am 25. Juli 1605 auf dem Scheiterhaufen hingerichtet.
Sie war nicht die letzte wegen Zauberei hingerichtete Frau in den Niederlanden. Zwischen 1613 und 1628 fand einer der umfangreichsten Hexenprozesse in Roermond nahe der deutschen Grenze statt, bei dem 56 Frauen und 6 Männer wegen Hexerei verurteilt und auf Scheiterhaufen hingerichtet wurden.

## Galerie

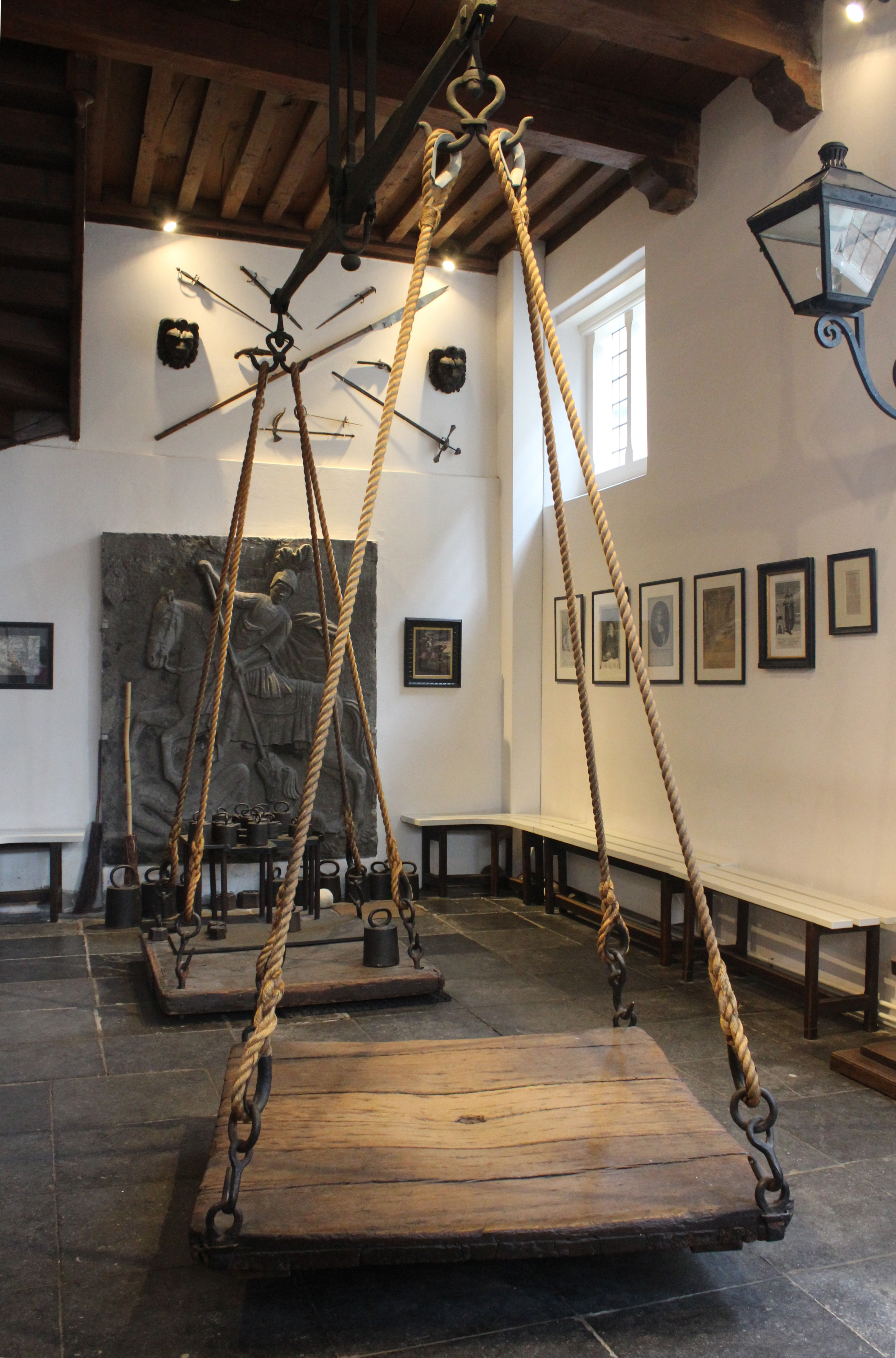
Hexenwaage in Oudewater
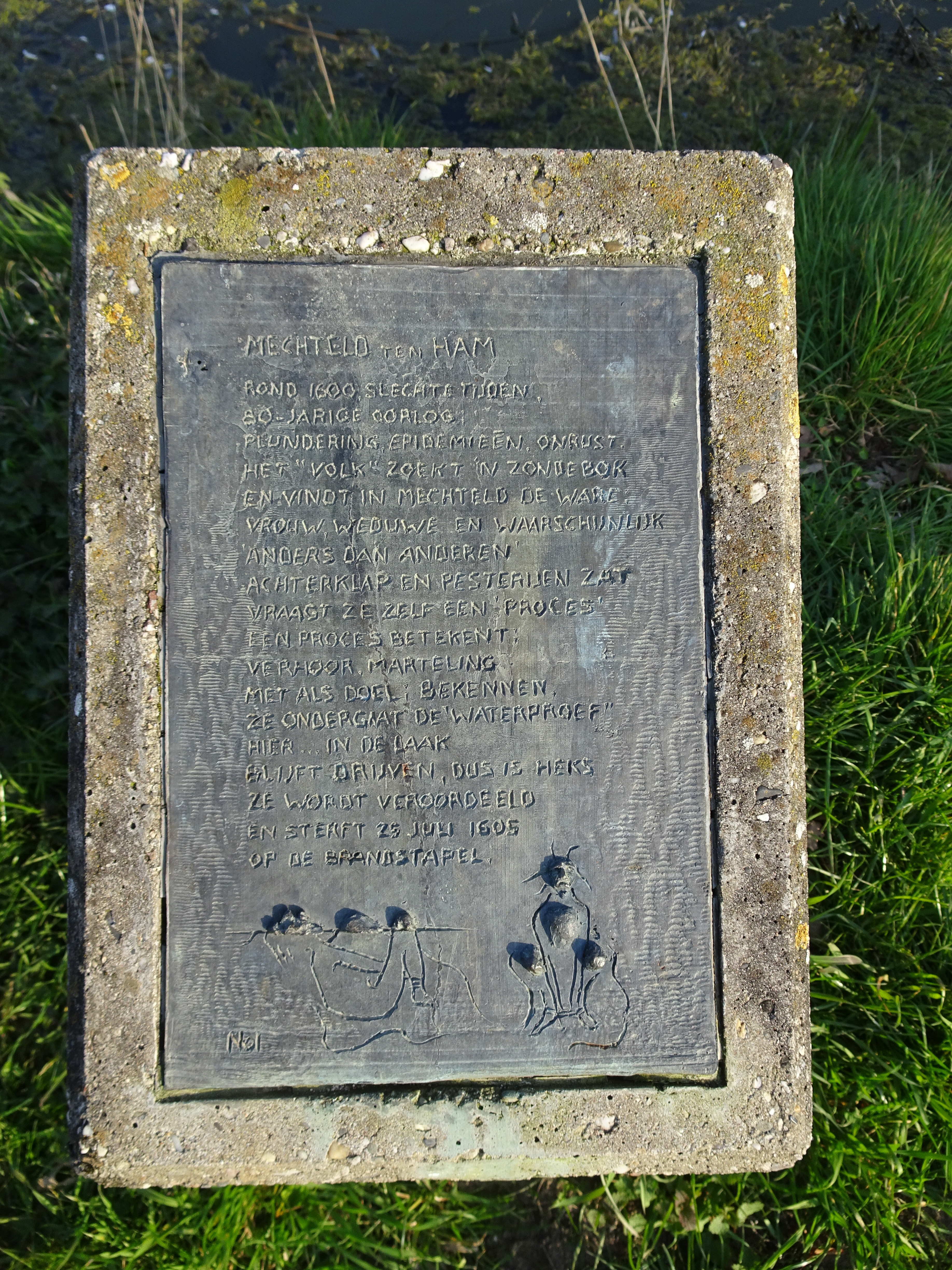
Gedenktafel an der Laak
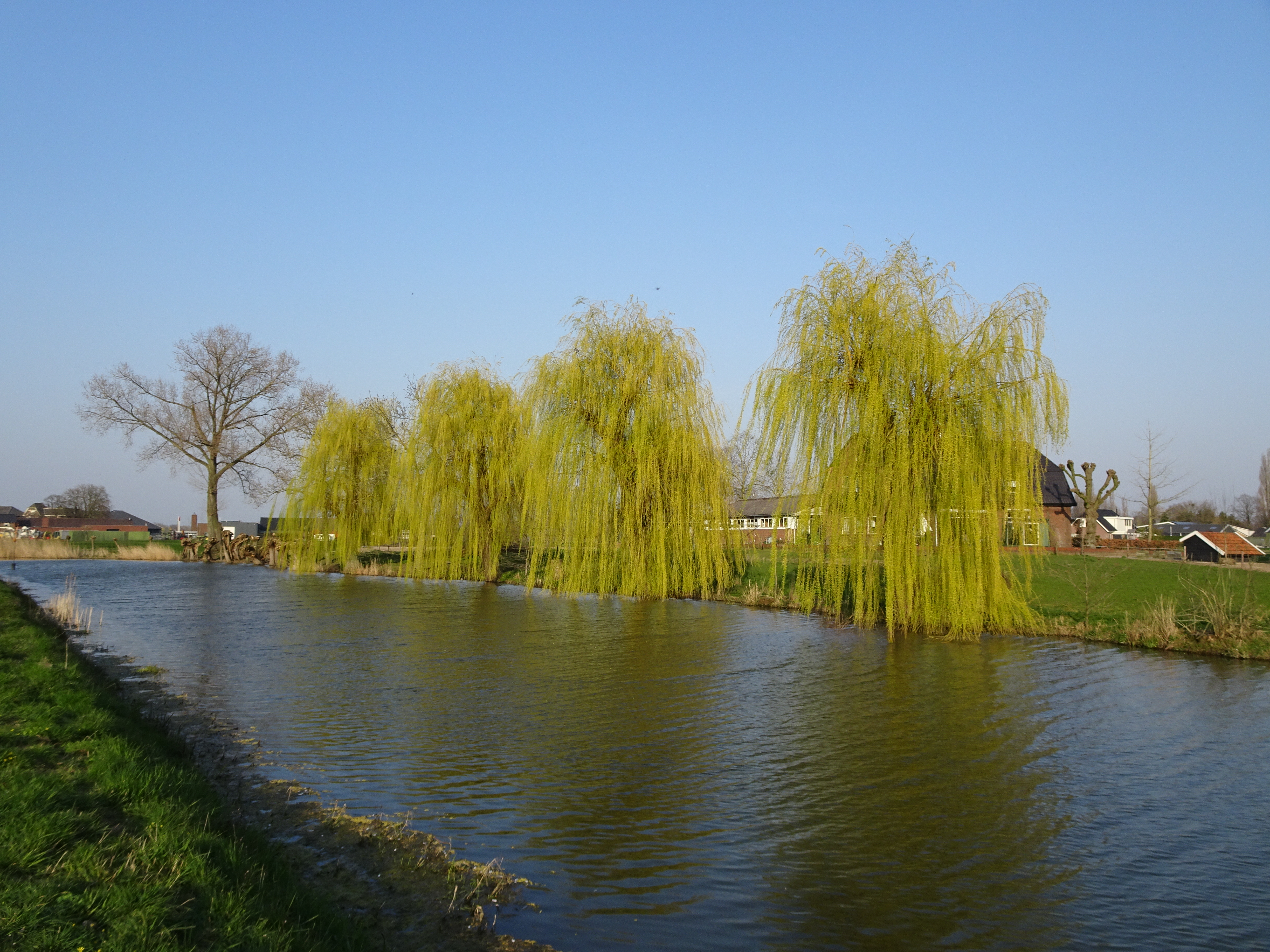
Die Laak bei Azewijn
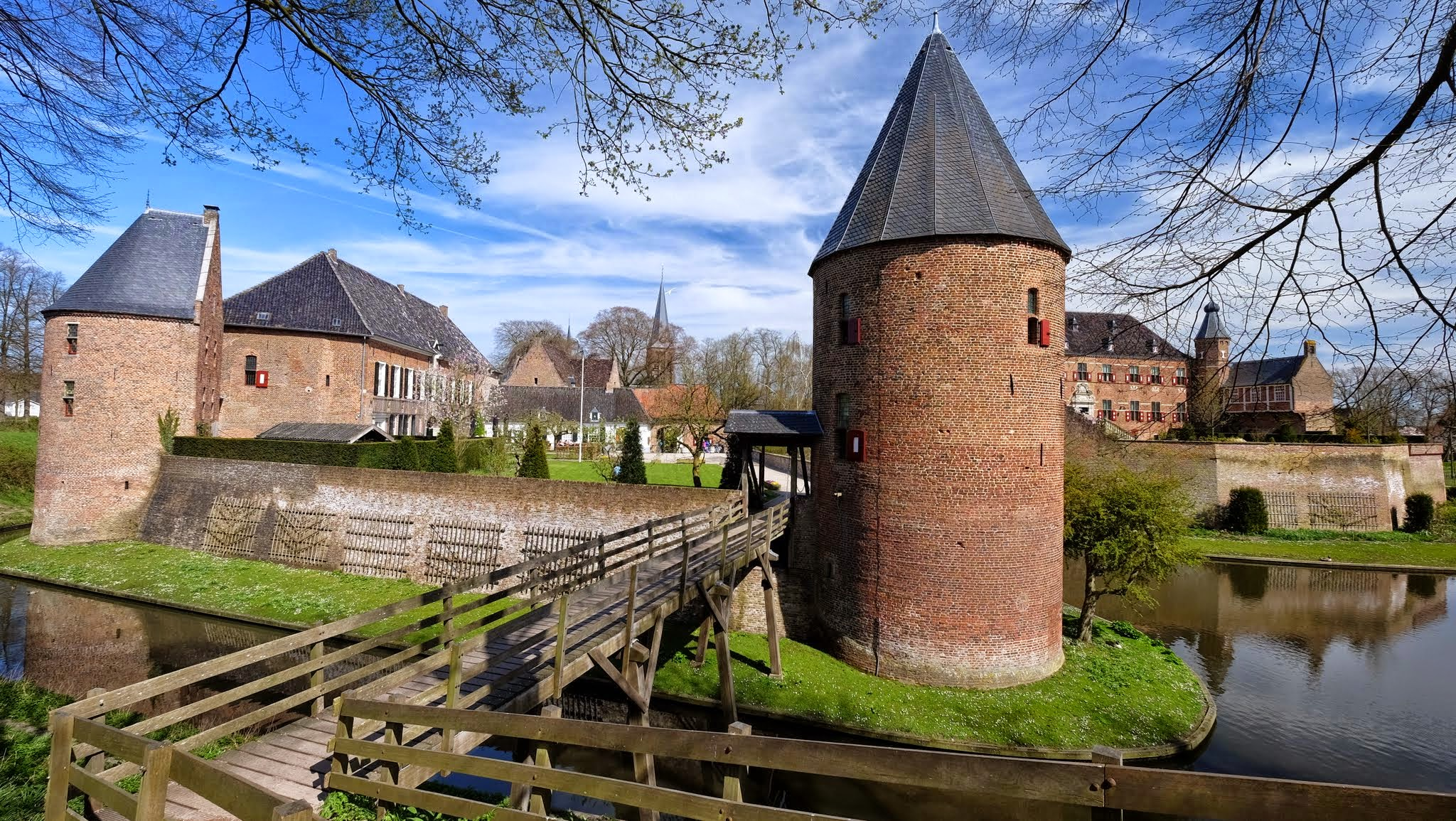
Gefängnisturm bei Huis Bergh

## Gedenktafel an der Laak
Mechteld ten Ham:

rond 1600, slechte tijden

80-jahrige oorlog

plundering, epidemieën, onrust

het 'volk' zoekt 'n zondebok

en vindt in mechteld de ware

vrouw, weduwe, en waarschijnlijk

'anders dan anderen'

achterklap en pesterijen zat

fragt ze zelf een 'proces'

een proces betekent

verhoor, marteling

met als doel: bekennen

ze ondergaat de 'waterproef'

hier … in de laak

blijft drijven, dus is heks

ze woord veroordeeld

en sterft 25 juli 1605

op de brandstapel
Mechteld ten Ham:

um 1600 herum, schlechte zeiten

80-jähriger krieg

plünderungen, epidemien, unruhe

das 'volk' sucht einen sündenbock

und findet in mechteld die richtige

frau, witwe und wahrscheinlich

'anders als andere'

verleumdungen und mobbing

sie will selbst einen 'prozess'

ein prozess heisst

verhör, folter

mit dem ziel: gestehen

sie unterzieht sich dem 'hexenbad'

hier … in de laak

schwimmt oben, also eine hexe

sie wird verurteilt

und stirbt am 25 juli 1605

auf dem scheiterhaufen

## Mechteld-ten-Ham-Wochenende
Seit 1993 findet in ’s-Heerenberg jährlich ein Gedenk-Wochenende für Mechteld ten Ham statt. Ihre Geschichte ist als Theaterstück aufbereitet worden.